# Janina Mokrzycka
Janina Mokrzycka (ur. w 1911, zm. w 2006 w Toronto) – polska artystka fotograf. Członkini Okręgu Warszawskiego Związku Polskich Artystów Fotografików. Prezes Zarządu Głównego ZPAF.

## Życiorys
Janina Mokrzycka była córką Henryka Schabenbecka (1886–1939) – polskiego fotografa pracującego (w okresie międzywojennym) w Zakopanem. Po ukończeniu studiów (Instytut Grafiki w Wiedniu 1932–1935) zamieszkała w Katowicach, gdzie od 1936 roku pracowała we własnym zakładzie fotograficznym (studio fotograficzno-reklamowym). W czasie II wojny światowej mieszkała w Nowym Targu, gdzie pracowała w zakładzie fotograficznym „Strefa”. Od końca lat 40. mieszkała w Warszawie, gdzie prowadziła własny zakład fotograficzny. W 1947 roku została przyjęta w poczet członków rzeczywistych Okręgu Warszawskiego Związku Polskich Artystów Fotografików. W 1956 roku została prezesem Zarządu Głównego Związku Polskich Artystów Fotografików. Funkcję pełniła do 1958 roku. W 1958 roku wyjechała do Kanady i zamieszkała w Toronto, gdzie pracowała we własnym atelier fotograficznym.
Janina Mokrzycka była autorką jedynej indywidualnej wystawy fotograficznej w Polsce (w Galerii Kordegarda – w 1957) oraz wystaw zbiorowych, pokonkursowych, na których otrzymała wiele międzynarodowych wyróżnień. W Toronto była autorką dwóch wystaw indywidualnych – w 1961 i 1964 roku. Szczególne miejsce w twórczości Janiny Mokrzyckiej zajmowała fotografia aktu, portretu i kwiatów. Jej fotografie (przekazane przez męża) znajdują się w zbiorach Instytutu Sztuki Polskiej Akademii Nauk.

## Wystawy indywidualne
- „Janina Mokrzycka – Fotografia” (Warszawa 1957);
- „Women of Toronto” (Toronto 1961);
- „The face of the dancer” (Toronto 1964);

Źródło.